# Ophiognomonia
Ophiognomonia (Sacc.) Speg. – rodzaj grzybów z klasy Sordariomycetes. Grzyby mikroskopijne, pasożyty i saprotrofy roślin, wywołujące u nich grzybowe choroby roślin zwane antraknozami. Atakują rośliny należące do rodzin: Betulaceae, Fagaceae, Juglandaceae, Lauraceae, Malvaceae, Platanaceae, Rosaceae, Salicaceae i Sapindaceae. Opisano ich występowanie głównie w Ameryce Północnej i Europie, prawdopodobnie jednak są rozprzestrzenione wszędzie na obszarach o klimacie umiarkowanym. W Polsce największe znaczenie ma Ophiognomonia leptostyla wywołujący antraknozę orzecha włoskiego.

## Morfologia i rozwój
Anamorfy rozwijają się jako pasożyty na roślinach, teleomorfy są saprotrofami. Na liściach, ogonkach liściowych, owocach lub młodych pędach porażonych roślin wytwarzają zanurzone w tkankach rośliny owocniki typu perytecjum o barwie od brązowej do czarnej, rzadko kremowe, z szyjką wystającą na zewnątrz. Szyjka jest centralna lub boczna, prosta, zakrzywiona lub kręcona, długa lub krótka. Perytecja rozwijające się w liściach po wyschnięciu są wypukłe, na gałązkach zanurzone są w podkładce. Powstające w nich askospory są zazwyczaj dwukomórkowe lub kilkukomórkowe, rzadko jednokomórkowe, elipsoidalne lub wrzecionowate o zaostrzonych końcach, rzadko sierpowate. Z perytecjum wydostają się na zewnątrz przez szyjkę, rzadko tylko powodując pękanie skórki.

## Systematyka i nazewnictwo
Pozycja w klasyfikacji według Index Fungorum: Gnomoniaceae, Diaporthales, Diaporthomycetidae, Sordariomycetes, Pezizomycotina, Ascomycota, Fung.
Takson po raz pierwszy zdiagnozował w 1882 r. Pier Andrea Saccardo jako podgatunek Gnomonia subgen. Ophiognomonia Sacc.. Obecną, uznaną przez Index Fungorum nazwę nadał mu C.L. Spegazzini w 1896 r.
Anamorfy należą do rodzaju Neomarsoniella.

## Gatunki występujące w Polsce
- Ophiognomonia intermedia (Rehm) Sogonov 2008
- Ophiognomonia leptostyla (Fr.) Sogonov 2008
- Ophiognomonia melanostyla (DC.) Sacc. 1899
- Ophiognomonia setacea (Pers.) Sogonov 2008

Nazwy naukowe na podstawie Index Fungorum. Wykaz gatunków występujących w Polsce według Mułenki i in.